# 克萊蒙特 (新澤西州開普梅縣)
克萊蒙特（英語：Clermont）是位於美國新澤西州開普梅縣的非建制地區。

## 歷史
克萊蒙特的郵局於1886年設立，其後於1916年停運。

## 地理
克萊蒙特所處的海拔為高於海平面5米（即16英呎），而該地所採用的時區為UTC-5，即北美东部时区（EST）。同時該地設有夏令時間，為UTC-5調快一小時，即UTC-4（EDT）。